# Mont Racine
Der Mont Racine ist ein 1439 m ü. M. hoher Berggipfel im Schweizer Jura. Der Gipfel liegt auf dem Gemeindeboden von Val-de-Ruz (bis 2012 Les Geneveys-sur-Coffrane) im Kanton Neuenburg, rund 9 km westnordwestlich der Stadt Neuenburg.

## Geographie
Der Mont Racine ist Teil einer Jurakette, die sich in Richtung Südwest-Nordost vom Solmon über die Tête de Ran, die Vue des Alpes und den Mont d’Amin bis zum Chasseral erstreckt. Begrenzt wird der Höhenrücken im Osten vom Talbecken des Val de Ruz, im Süden vom Passübergang La Tourne und dem Kerbtal der Mauvaise Combe sowie im Westen vom Becken des Vallée des Ponts. Nach Nordosten setzt sich der Kamm auf einer durchschnittlichen Höhe von 1400 m ü. M. bis zur Tête de Ran fort.
Auf der Kette des Mont Racine befinden sich ausgedehnte Jurahochweiden mit mächtigen Fichten, die entweder einzeln oder in Gruppen stehen; steilere Hänge sind bewaldet. Der Mont Racine ist Wandergebiet und Aussichtspunkt im Nahbereich der Städte Neuenburg und La Chaux-de-Fonds.

## Geologie
In strukturgeologischer Hinsicht bildet der Mont Racine eine Antiklinale des Faltenjuras. Im Lauf der Zeit wurde das aus kompetentem Kalkstein der jüngeren Jurazeit bestehende Gewölbe an Schwachstellen durch Erosion angegriffen und teilweise abgetragen. Dadurch wurden die darunterliegenden weicheren Gesteinsschichten freigelegt. Der Kamm des Mont Racine, der steil gegen Westen abfällt, stellt heute den grösseren östlichen Schenkel der Antiklinale dar. In einer Entfernung von etwa 500 Meter steht parallel zum Mont Racine der bewaldete westliche Schenkel (Côtes de Marmoud), dazwischen liegen die Weiden der Grande Racine.

## Geschichte
Durch Kauf ging 1963 ein grosses Gebiet um Pradières nordöstlich des Gipfels des Mont Racine in den Besitz der Schweizer Armee über, die hier einen Schiessplatz errichtete. Im März 1966 wurde von den Stimmberechtigten des Kantons Neuenburg eine Initiative zum Schutz der Jurakreten angenommen, worauf das Militär sich verpflichten musste, während der Wochenenden und der Sommerferien keine Schiessübungen durchzuführen. Heute ist die Naturlandschaft auf dem Jurakamm wegen der Planung eines Windkraftwerkes erneut bedroht.